# Der Schrei der Liebe
Der Schrei der Liebe je německý hraný film z roku 1997, který režíroval Matti Geschonneck. Film zachycuje milostný vztah mezi dvěma muži.

## Děj
Na rodinnou oslavu přivede 14letá Lara představit svým rodičům přítele Yannise. Protože Yannisova matka onemocní, Yannis může bydlet s nimi v domě. Otec Holger náhodou zjistí, že si Yannis vydělává peníze prostitucí. Začne jím být fascinován a dojde mezi nimi k intimnímu sblížení. Toho je svědkem Lara, které se zhroutí svět. Také její matku Simone to silně zasáhne. Holger opustí rodinu a chce žít s Yannisem. Ten ale pokračuje s prostitucí a o stálý vztah nemá zájem. Holger se vrací zpátky k rodině, ale rodina už beztak není funkční. Když je Yannis jednou v noci zraněn, Helger se k němu opět vrací, ale ani jejich obnovený vztah nemá budoucnost.

## Obsazení
| Matthias Schloo     | Yannis          |
| Jürgen Prochnow     | Holger Behrend  |
| Eva Mattes          | Simone Behrend  |
| Katharina Schüttler | Lara Behrend    |
| Sontje Peplow       | Kerstin Behrend |

## Ocenění
- Představitel hlavní role Matthias Schloo byl nominován na cenu Telestar v kategorii objev roku.